# Scaphojoeropsis
Scaphojoeropsis är ett släkte av kräftdjur. Scaphojoeropsis ingår i familjen Joeropsididae.
Kladogram enligt Catalogue of Life:
| Scaphojoeropsis | \| \| Scaphojoeropsis kimblae \| \| \| \| \| \| Scaphojoeropsis multicarinata \| \| \| \| |
|                 | \| \| Scaphojoeropsis kimblae \| \| \| \| \| \| Scaphojoeropsis multicarinata \| \| \| \| |
|                 | Joeropsis                                                                                 |
|                 |                                                                                           |
|                 | Rugojoeropsis                                                                             |
|                 |                                                                                           |
|                 | Scaphojoeropsis kimblae                                                                   |
|                 |                                                                                           |
|                 | Scaphojoeropsis multicarinata                                                             |
|                 |                                                                                           |

|  | Scaphojoeropsis kimblae       |
|  |                               |
|  | Scaphojoeropsis multicarinata |
|  |                               |